# Rahmah bin Jabir al-Jalahimah

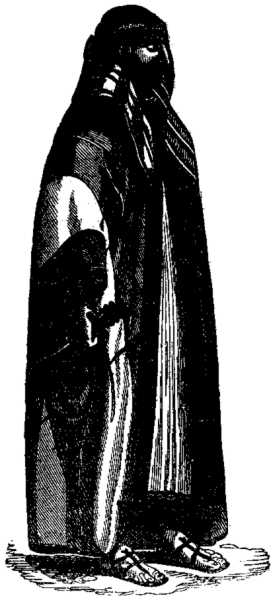
Rahmah Ibn Jabir

Raḥmah bin Ǧābir bin ʿAḏabī al-Ǧalhamī  (Arabisch: رحمة بن جابر بن عذبي الجلهمي) (al-Qurain, 1760? - 1826) was een Arabische piraat in de Perzische Golf. Zijn eerste naam betekent "barmhartigheid" in het Arabisch. Hij is geboren in Qurain (tegenwoordig Koeweit) ten noorden van de Perzische Golf.

## Migratie van de Bani Utub
In de late zeventiende en de vroege achttiende eeuw migreerde de Bani Utub confederatie vanuit de Nadjd in het centrum van het Arabisch Schiereiland naar de kust van de Perzische Golf. Afsplitsingen van deze confederatie zouden in de negentiende en twintigste eeuw staten als Bahrein (via het Huis van Khalifa) en Koeweit (via het Huis van Sabah) vestigen. De al-Jalahma stam, waar Rahmah op den duur leider van zou worden, was ook onderdeel van deze confederatie. Migratie speelde een grote rol in de politiek van de Perzische Golf in deze periode en dat is ook te zien in de sporen van de Bani Utub en haar afsplitsingen. Allereerst vestigden zij zich in Qatar waarna zij naar Koeweit verhuisden na onenigheid met het Emiraat van de Bani Khalid (1669-1796).
 

Rahmah werd dan ook geboren in Qurain in Koeweit, waarschijnlijk rond het jaar 1760. Er is niet veel bekend over zijn jonge jaren; alleen dat hij waarschijnlijk handel dreef in paarden en dat zijn vader, Sjeik Jābir bin ʿaḏabī, leiding gaf aan de vloot van de Bani Utub. In 1766 vestigde het Huis van Khalifa zich in Zubarah in wat vandaag de dag Qatar is. Even later sloot de al-Jalahma zich daarbij aan en hielp hen bij de verovering van Bahrein in 1783. Tijdens dit conflict verreikte Rahmah voor het eerst zijn naam en invloed door zijn succesvolle deelname aan de gevechten. Hierna zijn er echter weinig bronnen te vinden die de daden van Rahmah beschrijven totdat de Engelsen, die in de vroege twintigste eeuw hun macht in het Perzische Golfgebied uitbreidden, hem begonnen te benoemen in de context van piraterij.